# Herrschaft Itter
Die Herrschaft Itter war eine im Hochmittelalter im Ittergau gebildete und bis 1356 selbständige Herrschaft der Edelherren von Itter. Sie lag im Nordwesten von Hessen und umfasste im Wesentlichen das Gebiet der heutigen Gemeinde Vöhl und die beiden Exklaven Höringhausen und Eimelrod in der damaligen Grafschaft Waldeck.
1356 starben Heinemann von Itter und sein Sohn Heinrich – der Sohn eines natürlichen Todes, der Vater durch Mord seitens eines Verwandten. Danach kam je eine Hälfte seines (Haupt)teils der Herrschaft Itter an Kurmainz und die Landgrafschaft Hessen; die Witwe Heinemanns, Margarethe, verkaufte ihnen ihre Rechte jeweils für 900 Mark Silber. Den mainzischen Anteil verpfändete der Erzbischof bereits 1359 an den Grafen Otto II. von Waldeck, der 1357 oder kurz danach Margarethe, Heinemanns Witwe, geheiratet hatte. Im Jahr 1408 leistete der letzte männliche Spross des Geschlechts, Erasmus von Itter, endgültig Verzicht auf das Erbe Heinemanns, und auch der ihm verbliebene kleine Teil der Herrschaft Itter kam nach seinem Tod 1443 durch Kauf an die Landgrafen von Hessen.
Nach lange währender Verpfändung des größten Teils der Herrschaft ab 1381/1383 an Thile I. Wolff von Gudenberg und dessen Nachkommen aus dem Geschlecht der Wolff von Gudenberg kündigten ihnen die Grafen von Waldeck 1542 die Pfandschaft über den mainzisch-waldeckschen Teil der Herrschaft Itter, und 1562 kündigte Landgraf Philipp I. von Hessen die auf den hessischen Teil. Letzterer kam nach Philipps Tod bei der Teilung der Landgrafschaft Hessen 1567 an Philipp II. von Hessen-Rheinfels und nach dessen Tod 1583 an seinen Bruder Ludwig IV. von Hessen-Marburg, der 1589 auch den waldeckschen Teil durch Kauf erwarb. Nach Ludwigs Tod 1604 kam es zu schwerem und langwierigem Streit um sein Erbe zwischen Hessen-Kassel und Hessen-Darmstadt. Erst 1650 fiel die Herrschaft Itter endgültig als Exklave Amt Itter an Hessen-Darmstadt. 1821 wurde im Zuge einer Verwaltungsreform aus dem Amt Itter der Landratsbezirk Vöhl.
Am 6. Juni 1832 wurden die Landratsbezirke Battenberg, Vöhl und Gladenbach zum Kreis Biedenkopf vereinigt. Der Bezirk Vöhl behielt dabei einen Sonderstatus und wurde nicht vollständig in den Kreis Biedenkopf integriert. Nach der Märzrevolution 1848 wurde aus dem Kreis der Regierungsbezirk Biedenkopf, aber schon vier Jahre später, 1852, wurde dieser wieder aufgelöst und in die Kreise Biedenkopf und Vöhl geteilt, wobei letzterer wieder das Gebiet der ehemaligen Herrschaft Itter umfasste.
Als Ergebnis des Deutschen Krieges von 1866 musste das Großherzogtum Hessen die Kreise Biedenkopf und Vöhl an Preußen abtreten. Der Kreis Vöhl kam am 12. Januar 1867 zum Regierungsbezirk Kassel der preußischen Provinz Hessen-Nassau und erhielt zunächst einen Sonderstatus innerhalb des Kreises Frankenberg. Der dem Landrat in Frankenberg untergeordnete Bezirksbeamte in Vöhl führte die Bezeichnung Amtmann. Mit Wirkung vom 1. April 1886 wurde der gesonderte Verwaltungsbezirk Vöhl aufgehoben, und seine Gemeinden wurden dem Landrat in Frankenberg direkt unterstellt.